# ژانگیانگ
ژانگیانگ (به لاتین: Jingyang District) یک سکونتگاه مسکونی در جمهوری خلق چین است که در دییانگ واقع شده‌است.